# Капітолій штату Аризона
Капіто́лій штату Аризо́на (англ. Arizona State Capitol) — будівля уряду штату Аризона (State of Arizona), розташована в столиці штату — місті Фінікс (Phoenix).
Був побудований у 1899—1900 роках. У ньому проходили засідання Законодавчих зборів штату Аризона, які складались з Палати представників та Сенату штату Аризона. На сьогоднішній день у будівлі розміщений музей, а для засідань Палати представників та Сенату штату використовують дві окремі будівлі біля Капітолія, побудовані приблизно 1960 року. З західного боку до Капітолія була прибудована 9-поверхова будівля State Capitol Executive Tower (Башта Виконавчої Влади), в якій розміщено офіс Губернатора Аризони та інші урядові кабінети.

## Історія
У 1889 році столицю Території Аризона перенесли з міста Прескотт у Фінікс. Засідання легіслатури спершу проходили всередині ратуші Фініксу. У 1891 році була виділена земельна ділянка під спорудження Капітолія. На конкурсі проєктів Капітолія переміг проєкт архітектора з Сан-Антоніо Джеймса Рілі Гордона. Керівником будівництва призначили Томаса Ловелла. Будівництво Капітолія тривало з 16 лютого 1899 р. по 17 серпня 1900 р. Офіційне відкриття відбулось 25 лютого 1901 року. Вартість будівництва становила 136 000 доларів.
14 лютого 1912 року Аризона офіційно увійшла до складу США, ставши 48-м штатом.
29 жовтня 1974 року основну будівлю Капітолія штату Аризона внесено в Національний реєстр історичних місць США під номером 74000455.

## Галерея

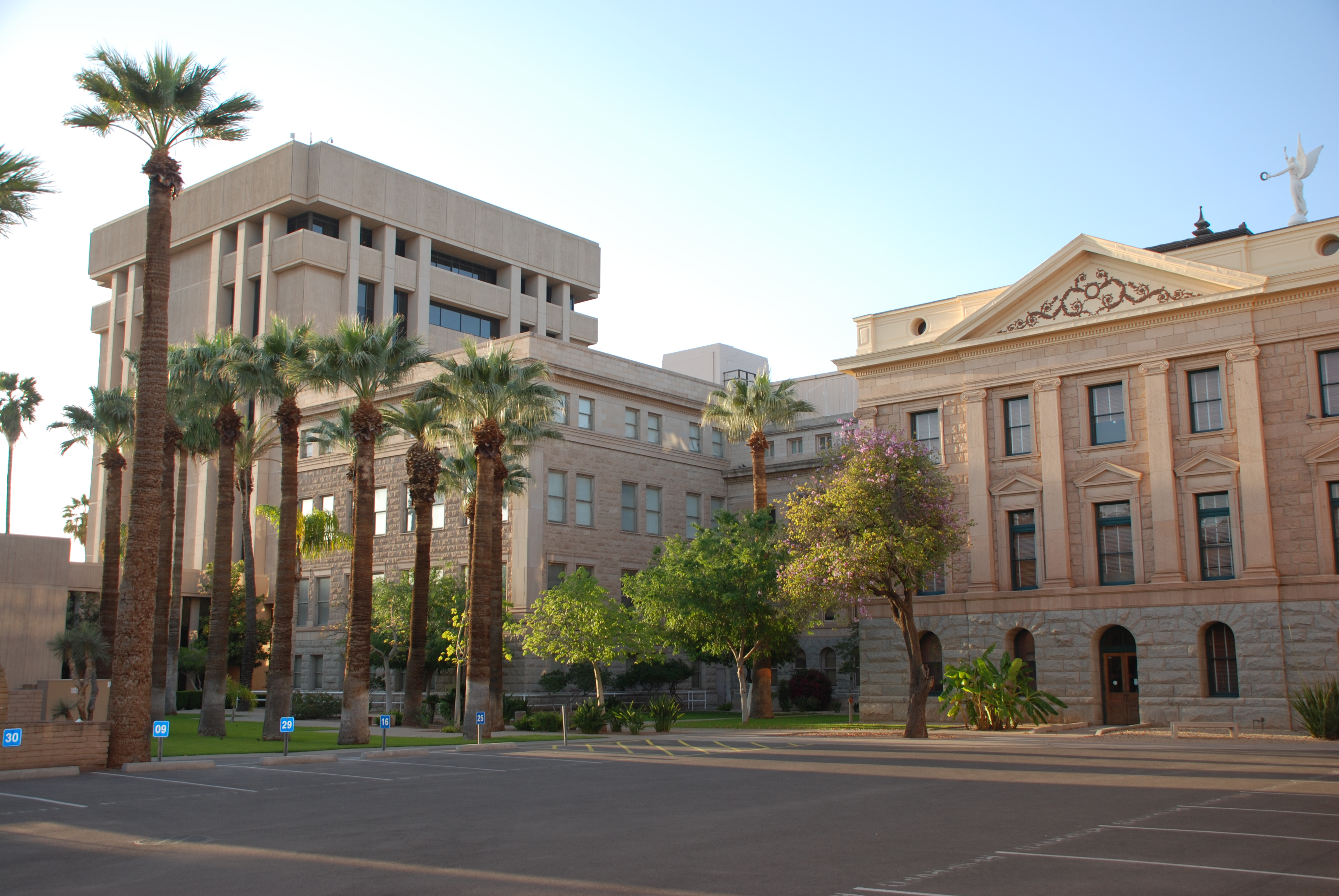
Капітолій і будівля виконавчої влади
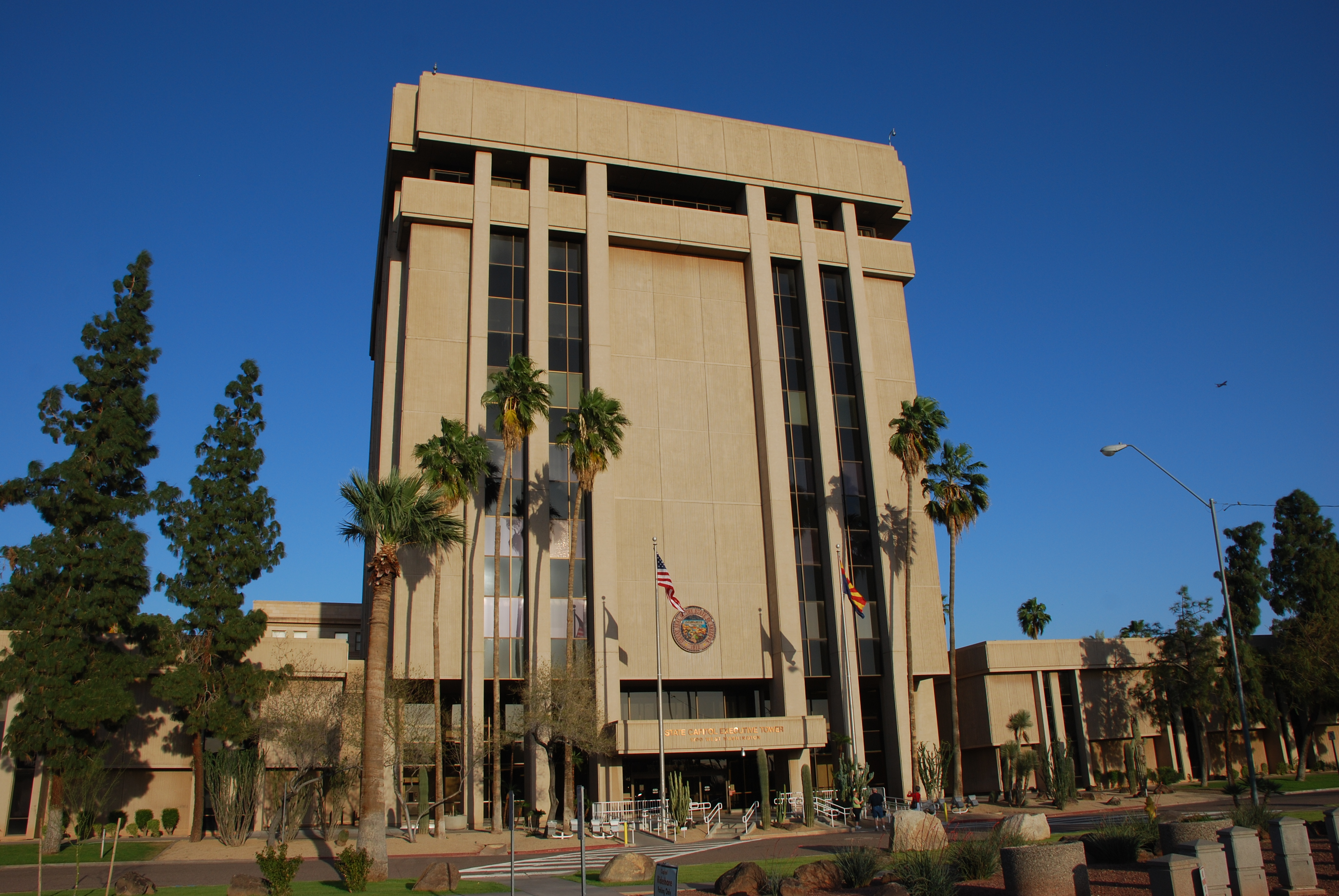
Башта виконавчої влади Капітолія
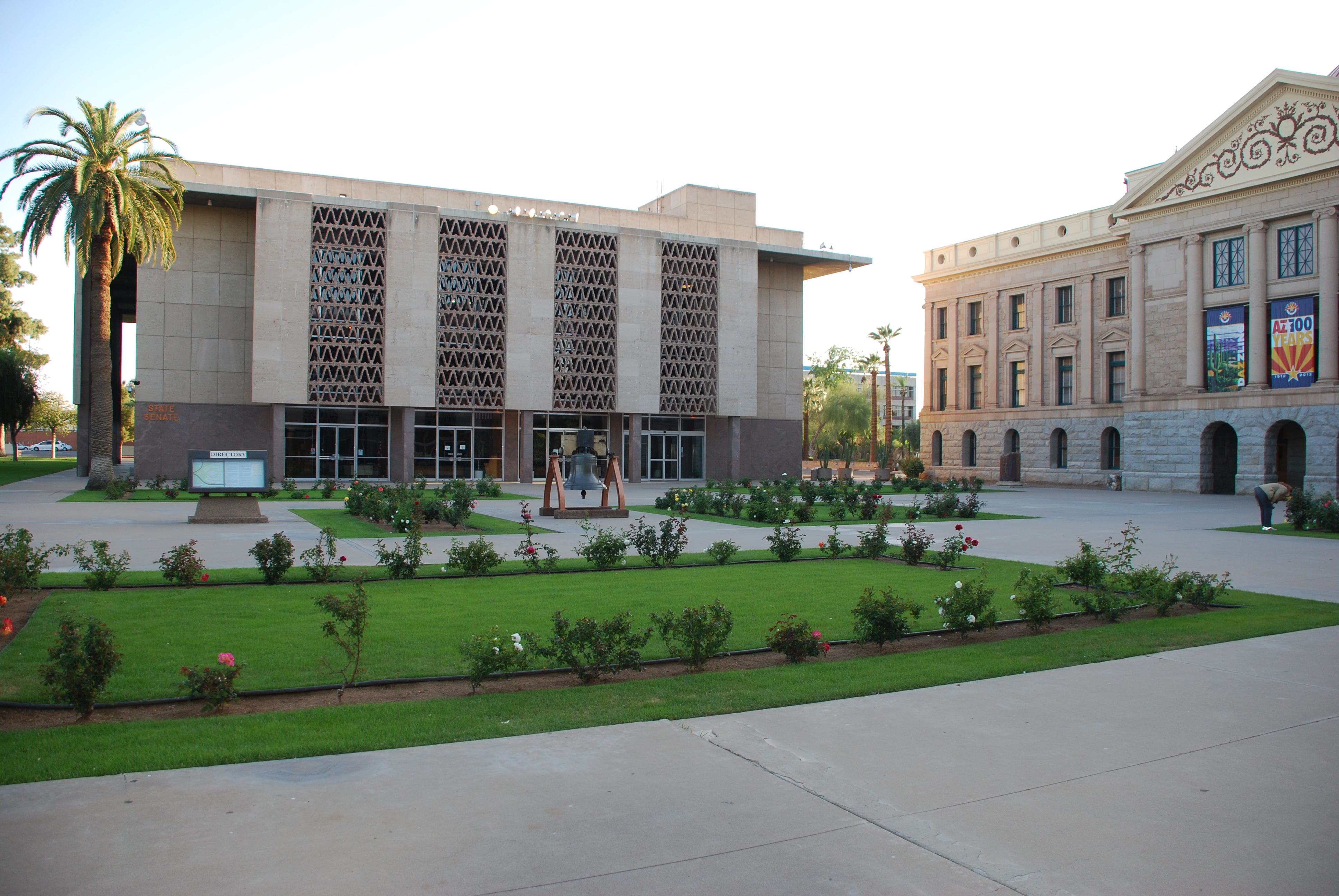
Капітолій і будівля Сенату штату
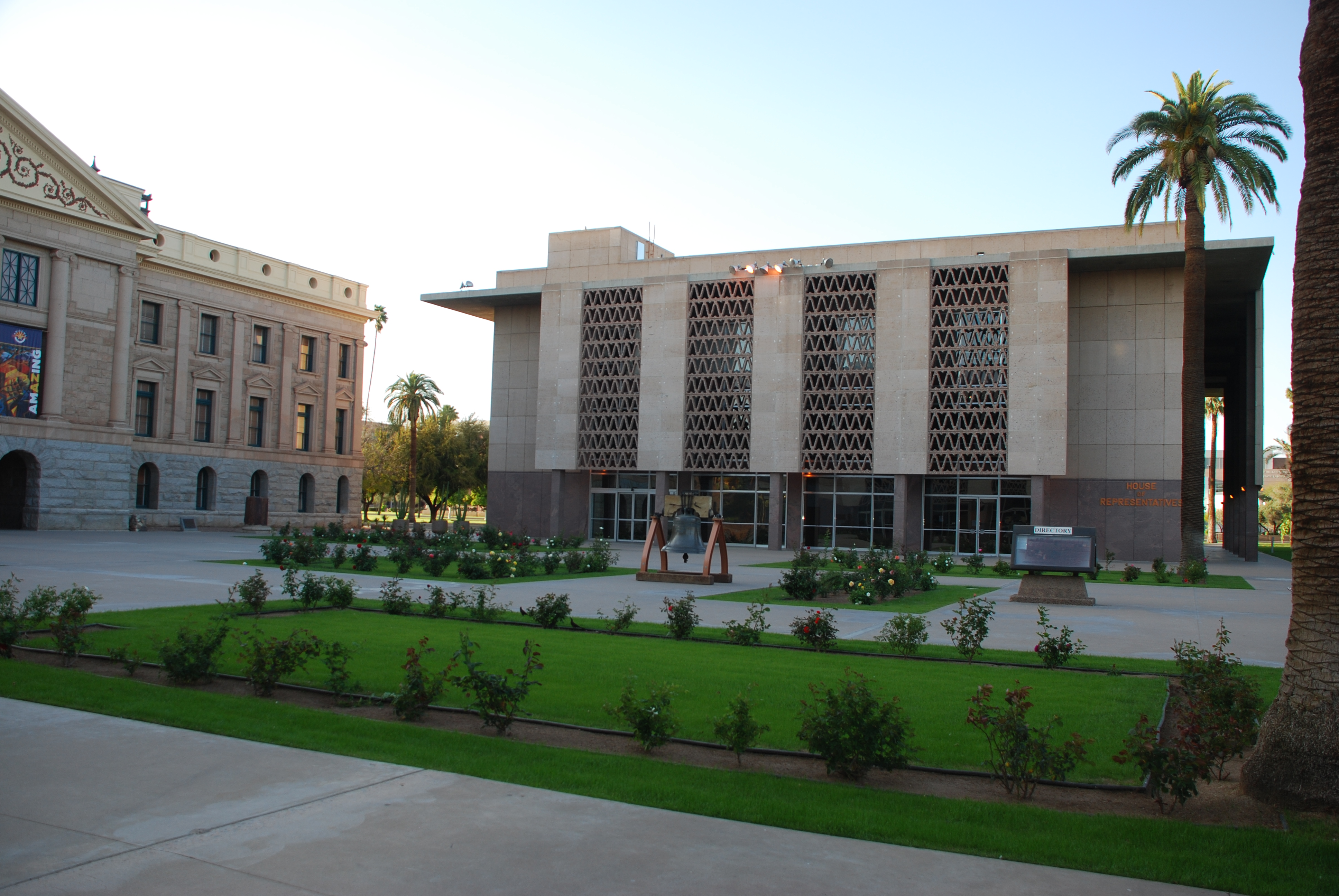
Капітолій і будівля Палати представників
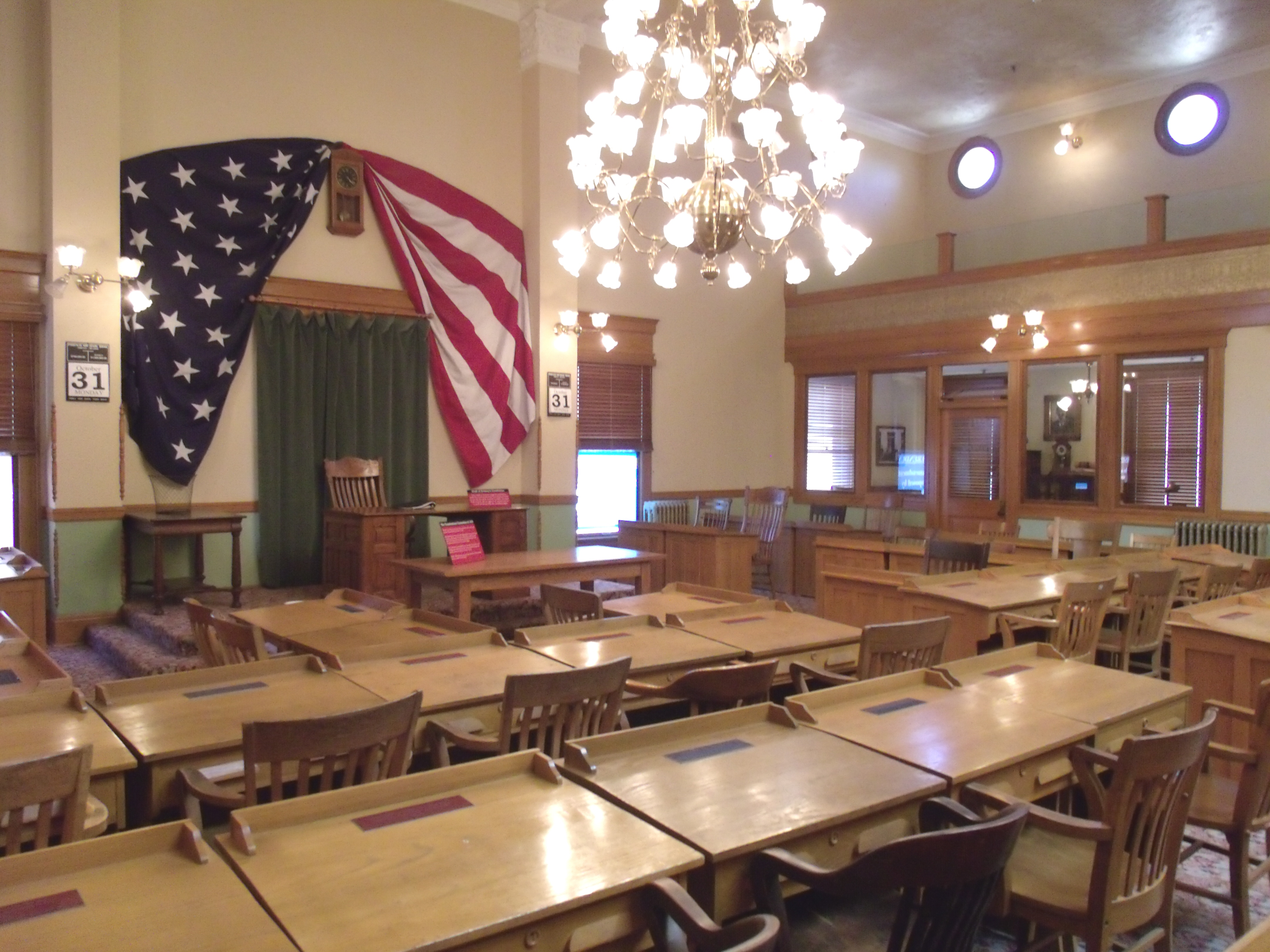
Палата представників всередині історичної будівлі Капітолія
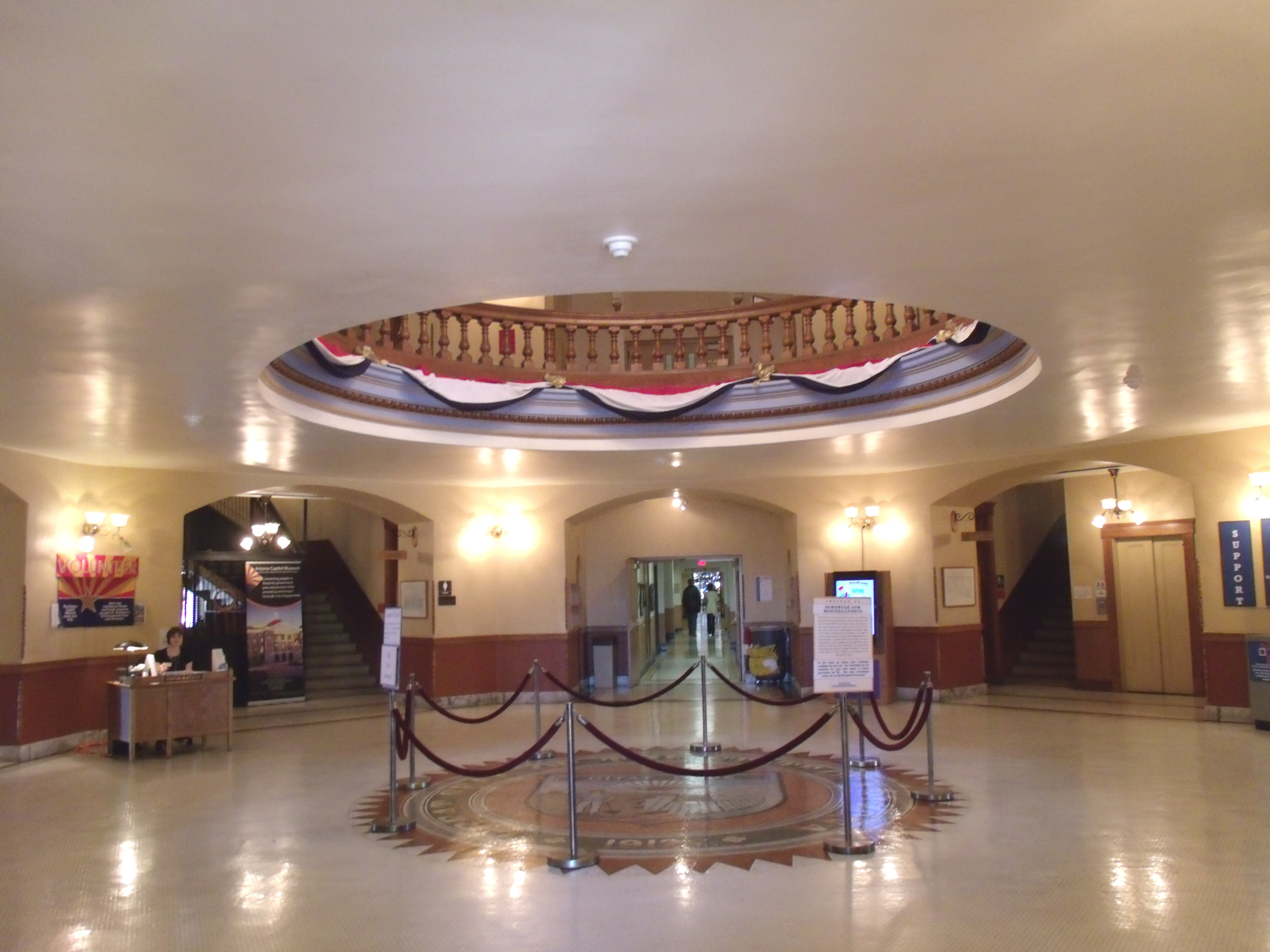
Ротонда